# NGC 325
NGC 325 ist eine Spiralgalaxie vom Hubble-Typ Sc im Sternbild Walfisch südlich der Ekliptik. Sie ist schätzungsweise 248 Millionen Lichtjahre von der Milchstraße entfernt und hat einen Durchmesser von etwa 95.000 Lichtjahren. Vermutlich bildet sie gemeinsam mit NGC 327 und NGC 329 ein interagierendes Galaxientrio.
Im selben Himmelsareal befindet sich weiterhin u. a. die Galaxie NGC 321.
Das Objekt wurde am 27. September 1864 von dem deutschen Astronomen Albert Marth entdeckt.